# Santi Giovanni Evangelista e Petronio (titolo cardinalizio)
Santi Giovanni Evangelista e Petronio (in latino: Titulus Sanctorum Ioannis Evangelistae et Petronii) è un titolo cardinalizio istituito da papa Giovanni Paolo II il 25 maggio 1985. Il titolo insiste sulla chiesa dei Santi Giovanni Evangelista e Petronio, sita nel rione Regola e chiesa regionale dei bolognesi.
Dal 19 novembre 2016 il titolare è il cardinale Baltazar Enrique Porras Cardozo, arcivescovo emerito di Caracas.

## Titolari
- Giacomo Biffi (25 maggio 1985 - 11 luglio 2015 deceduto)
- Baltazar Enrique Porras Cardozo, dal 19 novembre 2016